# John Ebstel
John Ebstel (* 16. Juli 1919 in Philadelphia, Pennsylvania; † 2000 in New York City, New York) war ein US-amerikanischer Fotograf. Er war Mitglied, Dozent und Direktor der New Yorker Photo League. Die Photo League war eine Organisation von Fotografen in New York, die sich der Dokumentation des Lebens in den Arbeitervierteln widmete. Sie wurde 1936 gegründet und bot ihren Mitgliedern Schulungen, Ausstellungsräume und eine Plattform für den Austausch über soziale und kreative Themen. Die Photo League wurde 1951 aufgelöst, nachdem sie während der McCarthy-Ära auf die schwarze Liste des US-Justizministeriums gesetzt worden war. Die Photo League spielte eine wichtige Rolle bei der Entwicklung der sozialdokumentarischen Fotografie in den USA.

## Leben
John Ebstel war Maler und Fotograf. In den 1930er Jahren arbeitete er als Fotograf für die Works Progress Administration und fotografierte für die Philadelphia Housing Authority. 1943 zog er nach New York und trat der Photo League bei. Ebstel unterrichtete den Grundkurs für Technik (1947 bis 1950) und war kurzzeitig Direktor der Liga-Schule (Juli und August 1945). Neben seiner Tätigkeit in den Gremien der Liga leitete er eine Fotoproduktionsgruppe (1945) und nahm an mehreren Gruppenausstellungen teil. Später arbeitete er als Architekturfotograf für Louis Kahn. 1947 heiratete er Jeanne Friedberg Ebstel, eine befreundete Fotografin und Mitglied der Photo League. Die zeitlebens progressiven Ebstels gehörten zu den Gründungsmitgliedern der Hillman Houses, einem genossenschaftlichen Wohnprojekt der Gewerkschaft Amalgamated Clothing Workers in der Lower East Side von New York, wo sie ab 1949 lebten.
John Ebstels Arbeiten sind in den Sammlungen des Museum of Fine Arts, Houston, und des Jewish Museum in New York vertreten.  